# Меза
Меза (фр. Meuse, хол. Maas, вал. Moûze) јесте река дуга 950 km, која извире у Француској, тече кроз Белгију и Холандију, и улива се у Северно море.
Извор Мезе је на платоу Лангр у Француској одакле тече на север поред Седана и Шарлвил Мезјера ка Белгији. У Намиру у Мезу се улива река Самбр. Река затим наставља ток ка истоку, кроз ниске планине Ардена и кроз Лијеж. Ту река поново мења ток, овај пут ка северу, и протиче кроз холандске градове Мастрихт и Венло. Најзад, Меза (овде се назива Маас) скреће ка западу и спаја се са Рајном у широкој делти ка Северном мору. Код места Хеусден, река Маас (Меза) се дели на краке Афгедамде Маас и Бергсе Маас (чије је корито вештачки прокопано).
Меза је пловна кроз Холандију и Белгију и кроз мрежу канала повезује Ротердам, Амстердам и Антверпен са Мастрихтом, Лијежом и Намиром. Даље кроз Француску, постоји 272 km дуг канал који се користи за мање барже.